# Корнелия Цина
Вижте пояснителната страница за други личности с името Корнелия Цина.
Корнелия Цина понякога Корнелия Цина младша или Корнелия Цинила (на латински: Cornelia Cinna minor, Cornelia Cinnilla) е римска матрона, първата съпруга на Юлий Цезар, майка на неговата единствена законородена дъщеря Юлия Цезарис.
Корнелия е дъщеря на патриция Луций Корнелий Цина, заемащ длъжността консул последователно от 87 до 84 пр.н.е. Баща ѝ бил поддръжник на Гай Марий, през 84 пр.н.е. настъпва с войските си срещу Сула. На връщане от войната с Митридат той бил убит от своите войници в Либурния (съвр. Хърватия).
През 83 пр.н.е. Цезар, тогава 17-годишен, изглежда по любов, се жени за Корнелия.
На следващата година, 82 пр.н.е., тя му ражда дете, Юлия Цезарис.
През 68 пр.н.е. Корнелия умира при раждането на второто им дете, което така и не оцелява.